# 叉骨

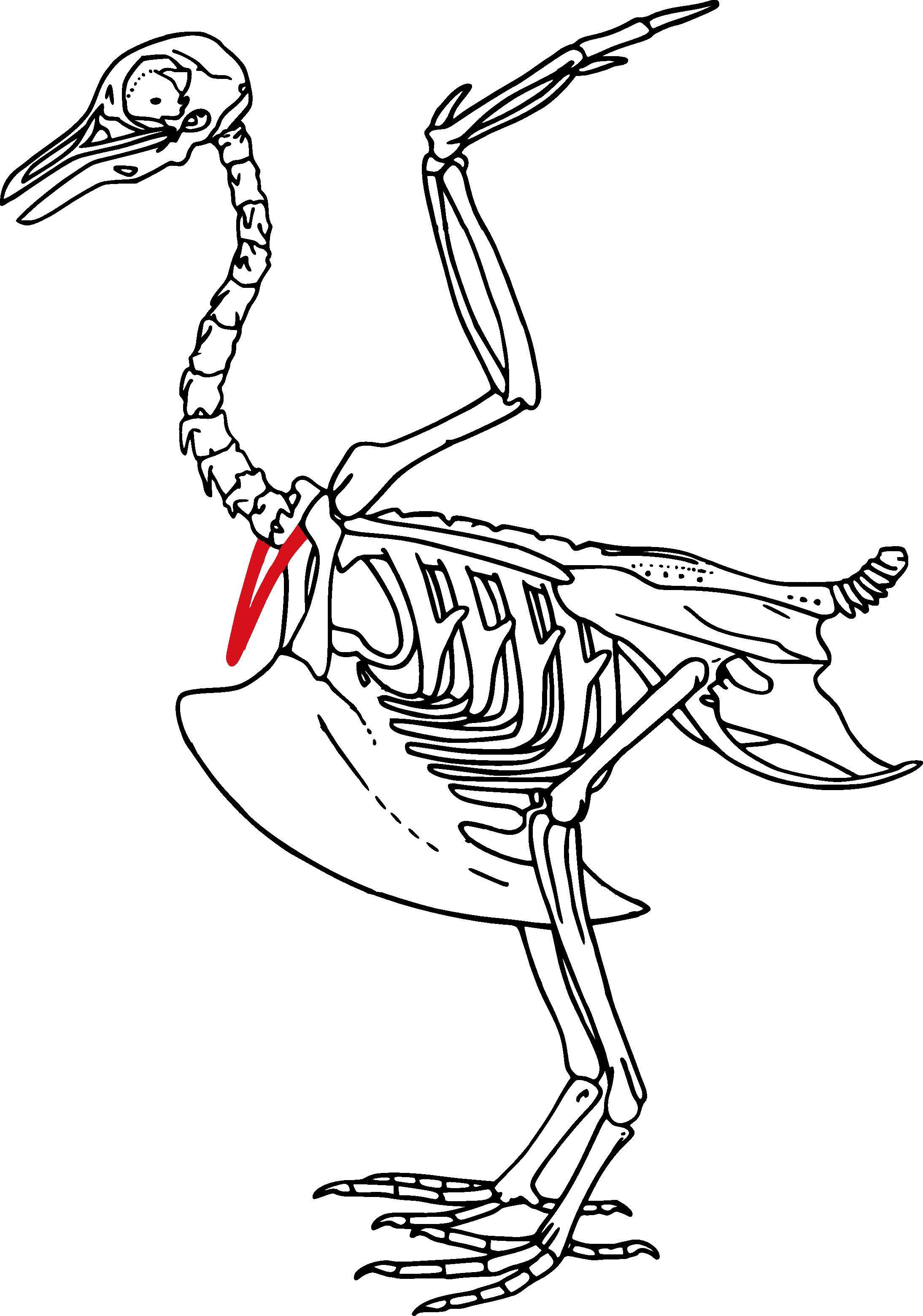
叉骨の位置を示す骨格図

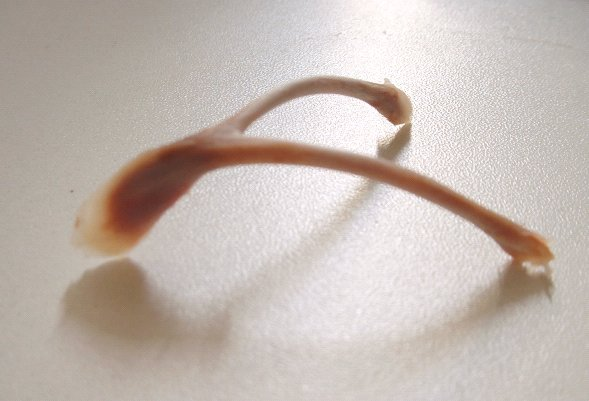
ニワトリの暢思骨

叉骨（さこつ、furcula）または暢思骨（ちょうしこつ、wishbone）は鳥類と一部の恐竜類に見られる2叉状の骨であり、左右二本ある鎖骨の癒合もしくは二本の鎖骨とその間の間鎖骨の癒合により形成される。鳥類においてその主要な機能は飛行に伴う強大な荷重に耐えるための胸郭骨格の強化である。

## 名称
"furcula" という名称は「小さなフォーク」「フォーク状の物」を表すラテン語のfurcǔlaに由来する。"叉骨" は西成甫によるfurculaの訳語である。英語の"wishbone" はこの骨を用いた占いによって願いが叶うという風習に由来し19世紀に遡る。"暢思骨" はこちらのwishbone (= wishing-bone) の訳語である。

## 鳥類
鳥類では叉骨は左右の肩をつなぐ支柱として働き、左右それぞれの肩胛骨と関節する。叉骨と肩胛骨・烏口骨の結合部は三骨間孔(triosseal canal)と呼ばれる特有の構造を形成し、烏口上筋(supracoracoideus m.)と上腕骨をつなぐ強力な腱が通っている。この機構は羽ばたきでの打ち戻し過程における翼の持ち上げに関連している。
打ち下ろし過程で胸郭は飛行筋により圧縮力をうけるため叉骨の上端は静止時に比べて最大50％も左右に広がり、そしてまた縮まる。飛行中のムクドリを撮影したX線画像により、叉骨は胸郭強化の役割だけでなく、肩帯におけるバネのような働きも持っていることがわかった。叉骨は翼が打ち下ろされるときには開き、翼が持ち上げられるときには弾性力により元に戻る。バネのように働くことにより、叉骨は胸筋の収縮によって発生するエネルギーの一部を（両肩を左右に拡げて）貯めておくことが可能となり、打ち戻し過程で叉骨が元の位置に弾性で戻ることによりそのエネルギーを開放する。これにより両肩は羽ばたきの過程ごとに体幹の正中線に向かって引き寄せられることを繰り返す。ムクドリがその体の大きさにしては比較的大型で強力な叉骨を持っているのに対し、クサムラドリ、オオハシとゴシキドリの一部、フクロウの一部、オウムの一部、エボシドリ、クイナモドキなど、様々な種で叉骨が完全に消失している。これらの鳥類は完全な飛行能力を維持している。これらの鳥類には、叉骨が骨化した靱帯の薄い小片にまで小型化して機能していないように見えるまでに痕跡的になっている近縁種も存在する。他のグループでは叉骨は逆方向に進化し、そのサイズが増大しために頑強となりすぎてバネとして働かなくなった種も存在する。強力な飛行者であるツルやハヤブサでは、叉骨の枝は大型化・中空化し、きわめて強固になっている。
鳥類では、叉骨は気嚢を通過する空気の出し入れにも関わって呼吸の補助をも担っている可能性がある。

## 他の動物

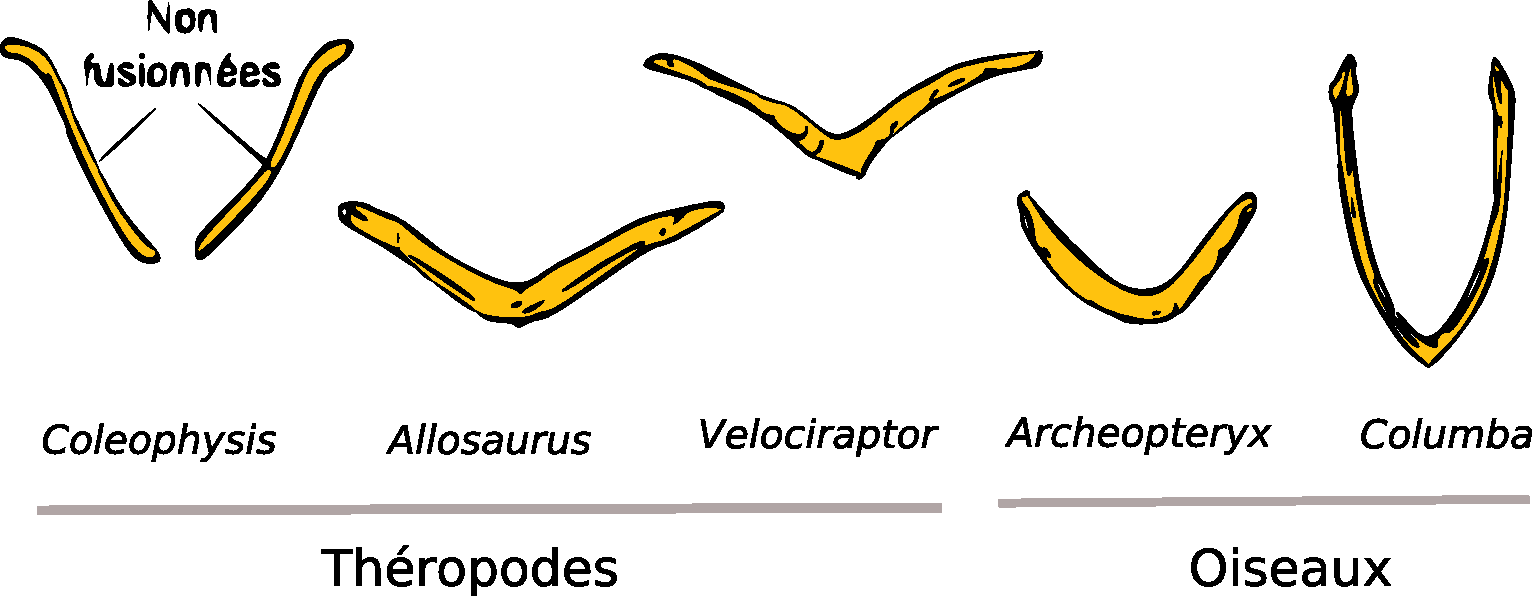
想定されている叉骨の進化モデル

獣脚類恐竜のいくつかのグループ（ドロマエオサウルス類、オヴィラプトル類、ティラノサウルス類、トロオドン類、コエロフィシス類、アロサウルス類など）でも叉骨が発見されている。
進化の研究史において、叉骨は鳥類の起源をひもとく際に大きな役割を担った。鳥類と恐竜類の類似はかなり初期の段階で認識され、「ダーウィンのブルドッグ」として有名なトマス・ハクスリーは1861年に始祖鳥の骨格化石が発見された後、1860年代後半から1870年代前半にかけて鳥類と恐竜の類縁関係を主張している。しかしゲアハート・ハイルマン (Gerhard Heilmann) は1926年に発表した『鳥類の起源』(The Origin of Birds) 内において、恐竜類は鳥類の先祖ではあり得ない、という指摘を行った。進化の不可逆性として一度退化によって失われた器官は再び獲得されることはない（ルイ・ドロが提唱した「ドロの法則」）が、恐竜類は鎖骨を持っていないので明確な叉骨をもっている鳥類の先祖ではあり得ない、というものである。よって、ハイルマンは恐竜と鳥類の類似点は単なる収斂進化によるものであり、鳥類の祖先は恐竜のさらに先祖の槽歯類であるとした。この結論は非常に説得力があったのでその後半世紀近く科学界に浸透していた。
現在、鳥類の祖先が恐竜類であるという説は広く受け入れられているが、その流布に大きな貢献をしたのが1970年代のジョン・オストロムの研究と、恐竜類における叉骨（鎖骨）の発見である。実際には恐竜の鎖骨はすでに1924年にオヴィラプトル化石の中に発見されていたのだが、発見者のヘンリー・オズボーンはそれを鎖骨ではなく間鎖骨として記載していた。それが叉骨であると認識されたことによりドロの法則は回避され、鳥類の恐竜祖先説の大きな障害が取り除かれた。
ディプロドクス類における間鎖骨の発生の観察から、Tschopp and Mateus (2013)では叉骨は鎖骨の癒合に由来するのではなく、変形した間鎖骨に由来するのではないかという説が示されている。

## 民間伝承

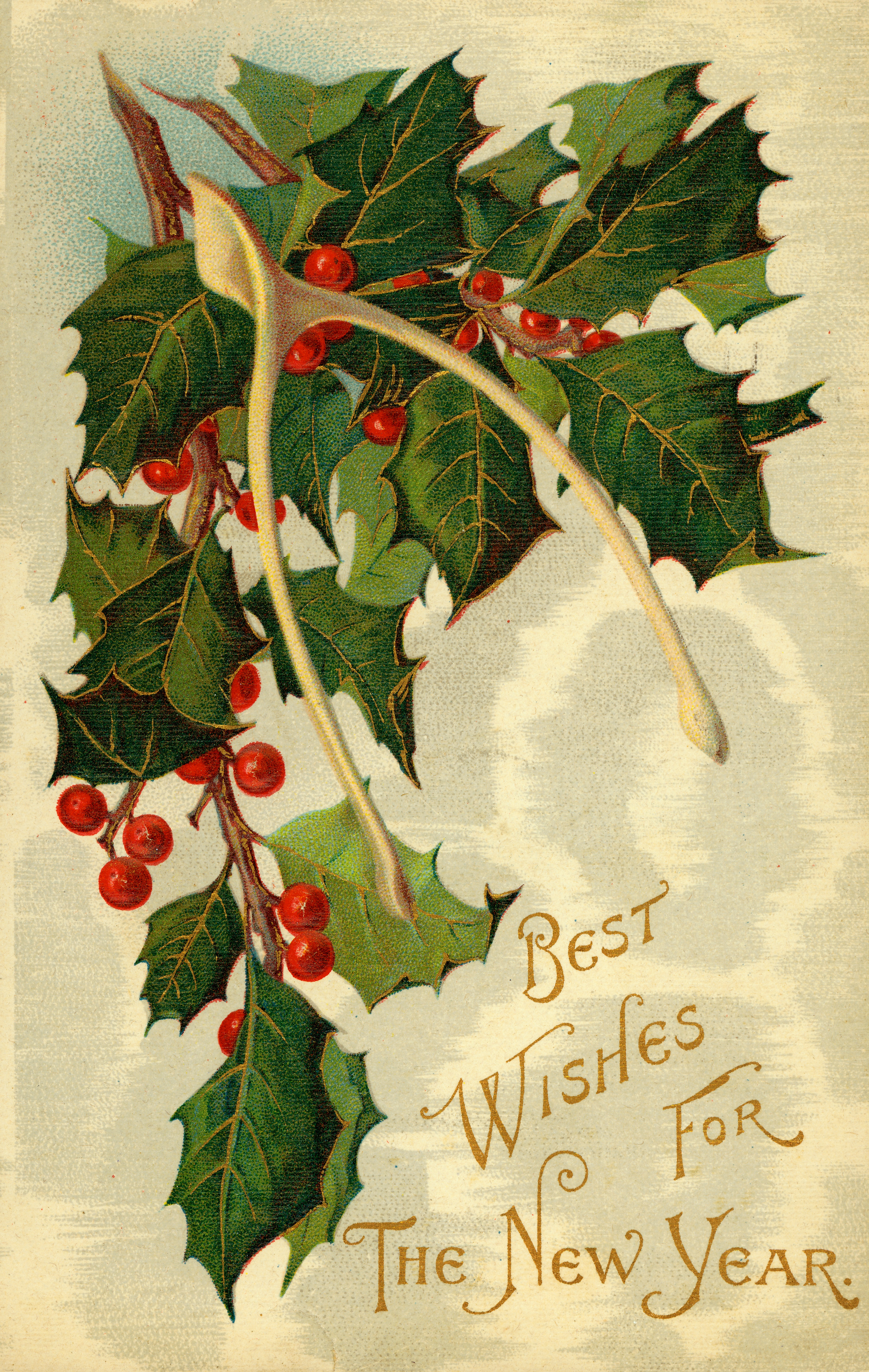
幸運のお守りとして暢思骨を描いた1909年頃の新年用ポストカード

ガチョウの暢思骨を用いた占いにまつわる迷信は少なくとも中世後期にまでさかのぼる。ヨハネス・ハートリープ (Johannes Hartlieb) は1455年にガチョウの暢思骨による天気占いについての記録を残している。そこには「聖マルティヌスの日の日中もしくは夜間にガチョウが食されたならば、最も高齢で賢明な者が胸の骨をとっておいて次の朝までそのまま乾かしておき、胸の骨の全体・前部・後部・中間部を検査する。それによりその冬が厳しいか穏やかか・雨が少ないか多いかを占うのだが、人々はその予想を信じきっているので、家財道具の一切合切をその精度に賭ける」とある。また、ある軍人に関して「この勇猛な人物であるところのキリスト教徒の隊長は、この迷信じみた異端の道具（ガチョウの骨）を上着から取り出し、私に対して『聖燭祭の後に非常に厳しい霜が降りる。そのことに疑いはない。』と示した。」と記録されている。その隊長はさらに「プロシアのチュートン騎士団は彼らの戦いの全てにおいてこのガチョウの骨による占いを行っており、ガチョウの骨が予言するからこそ夏に一回・冬に一回の二回の作戦を行うのだ」とも言った
。
二人の人物がこの骨を引っ張り合い長い方を手にした者の願いが叶う、という風習は17世紀初めにまでさかのぼる。その当時この骨は "merrythought" という名だった。この風習に関わる "wishbone" という名称は1860年から記録される。